# Campo de concentración de Majdanek

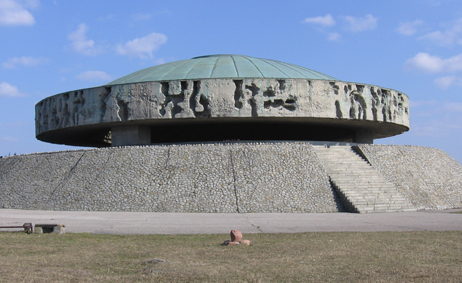
El Mausoleo Majdanek contiene las cenizas de las víctimas incineradas.

El Campo de concentración de Majdanek (en alemán: Konzentrationslager Majdanek) fue un campo de exterminio construido por la Alemania nazi, en Polonia ocupada por los alemanes  4 km de la ciudad de Lublin, cerca de la frontera con Ucrania. Esa cercanía hizo que los alemanes no tuvieran tiempo para destruir el campo en la retirada, por lo que se conserva tal como era en la época de la Segunda Guerra Mundial.

## Historia
El campo fue creado en octubre de 1941 por órdenes expresas del comandante de las SS, Heinrich Himmler, para recibir a los prisioneros de guerra polacos, bajo la supervisión de las SS y comandado por Karl Otto Koch y fue transformado en campo de concentración en febrero de 1943 para todo tipo de prisioneros. 
Al contrario que otros campos de concentración alemanes, este no estaba escondido en ningún lugar remoto en medio de bosques ni era cercado por zonas de exclusión, quedando a la vista de la población civil de Lublin. Su nombre deriva de un distrito de la ciudad llamado Majdan Tatarski y se lo dieron los habitantes locales. Inicialmente se llamaba en alemán Konzentrationslager Lublin (Campo de concentración de Lublin).
En el comienzo de las operaciones, Majdanek albergaba a cerca de 50 000 prisioneros, siendo ampliado en 1942 para una capacidad de hasta 250 000, destinados principalmente para trabajar como esclavos en la producción de munición y fabricación de armas. Entre abril de aquel año hasta su liberación el 24 de julio de 1944, el lugar fue transformado en campo de exterminio, con la introducción de cámaras de gas y hornos crematorios. Fue uno de los dos únicos campos alemanes que utilizó el Zyklon B —el otro fue Auschwitz— como gas exterminador, junto con el monóxido de carbono, que también se usaba en las ejecuciones, las cuales eran coordinadas por el SS Oberscharführer Eric Muhsfeldt quien trabajó en ambos campos de exterminio.
Con la llegada del Ejército Rojo el 24 de julio de 1944, el campo fue evacuado, siendo el crematorio el único lugar que los nazis consiguieron destruir antes de la fuga, gracias a la rapidez del avance de las tropas Soviéticas, lo que transformó Majdanek en el mejor preservado de los campos del Holocausto para la posguerra. Cerca de mil detenidos fueron evacuados en una marcha de la muerte, pero los soviéticos todavía encontraron otros miles de reclusos, la mayoría prisioneros de guerra, mostrando la evidencia de los crímenes allí cometidos por los nazis. 
Tan pronto como los soviéticos tomaron el campo, liberaron a los prisioneros de los nazis y lo transformaron en un campo de la NKVD, el servicio secreto soviético, donde internaron a millares de integrantes de la resistencia polaca, de grupos como Armia Krajowa (AK) y Narodowe Siły Zbrojne (NSZ).[cita requerida]
Debido a la falta de registros, el número de muertos en Majdanek siempre ha sido más difícil de calcular que el de otros campos de exterminio. Los soviéticos inicialmente calcularon el número de muertes, alegando el 29 de julio de 1944 que no había menos de 400 000 víctimas judías, y de 1 500 000 víctimas de distintas nacionalidades, durante el período total de funcionamiento, basados en la capacidad de los crematorios. Otras fuentes estiman en las víctimas judías en unas 80 000 y otros 200 000 de judíos muertos.
En octubre de 2005, cuatro supervivientes del campo volvieron al lugar donde los aprisionaron en el pasado acompañados de arqueólogos; los ayudaron a localizar en el terreno más de 50 objetos que habían enterrado los prisioneros; estos objetos incluían alianzas, pendientes, relojes y monedas.

## Comandantes nazis del campo de concentración
1. Karl Otto Koch (septiembre de 1941 a julio de 1942)
2. Max Koegel (agosto de 1942 a octubre de 1942)
3. Hermann Florstedt (octubre de 1942 a septiembre de 1943)
4. Martin Weiss (septiembre de 1943 a mayo de 1944)
5. Arthur Liebehenschel (mayo de 1944 a 22 de julio de 1944)

En octubre de 1942, varias mujeres de las tropas SS llegaron del campo de concentración Ravensbrück, en Alemania, donde habían sido entrenadas. Entre ellas figuraban Elsa Erich, Hermine Braunsteiner, Hildegard Lächert y Rosy Suess. Cuando los soviéticos liberaron Majdanek, encontraron pruebas de la implacable actuación de las mujeres supervisoras.

## Imágenes

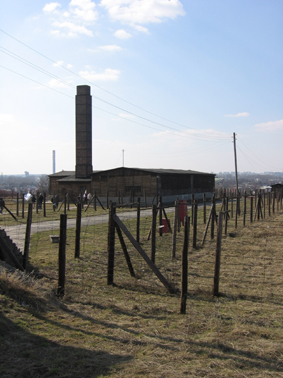
Crematorio (exterior).
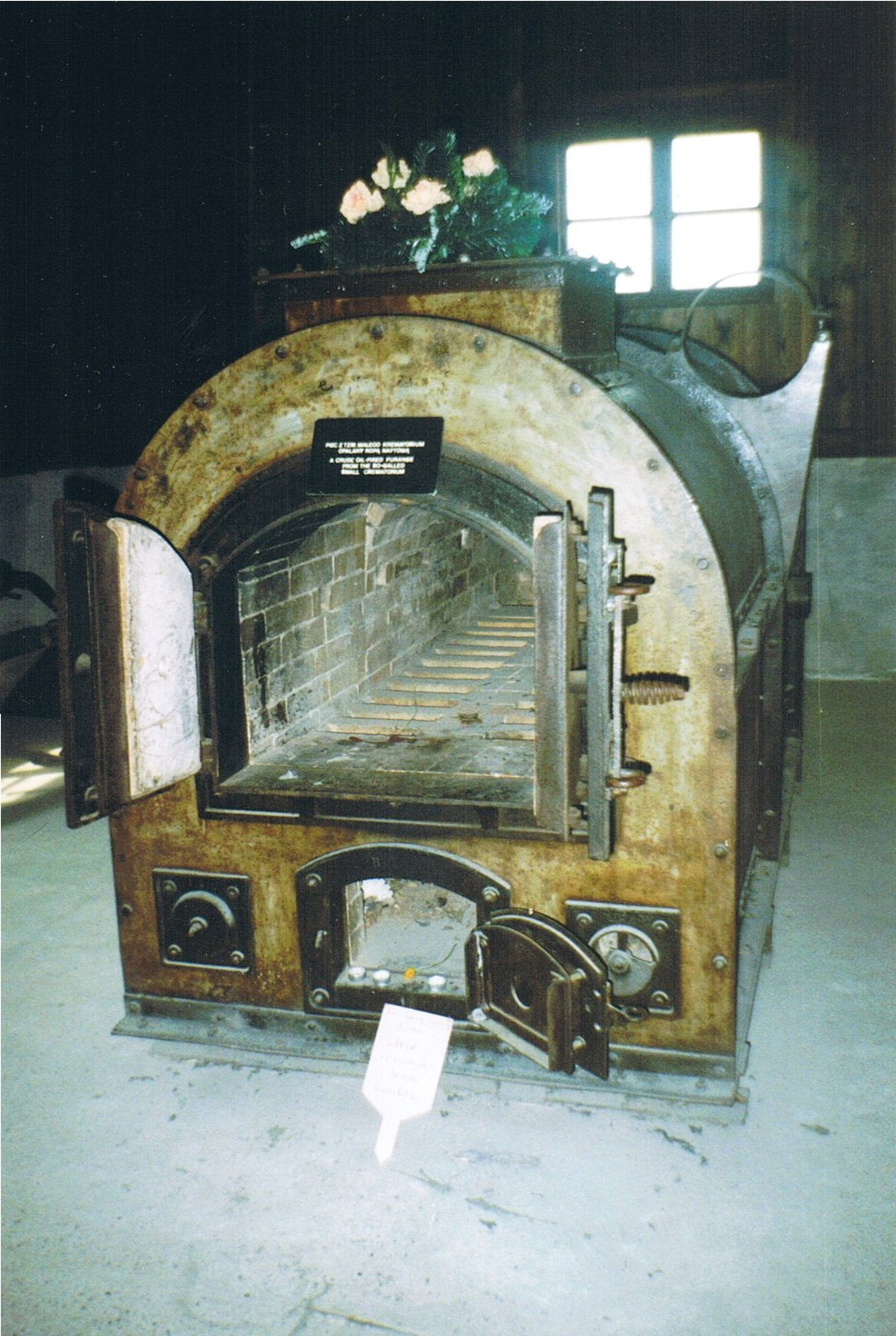
Horno.
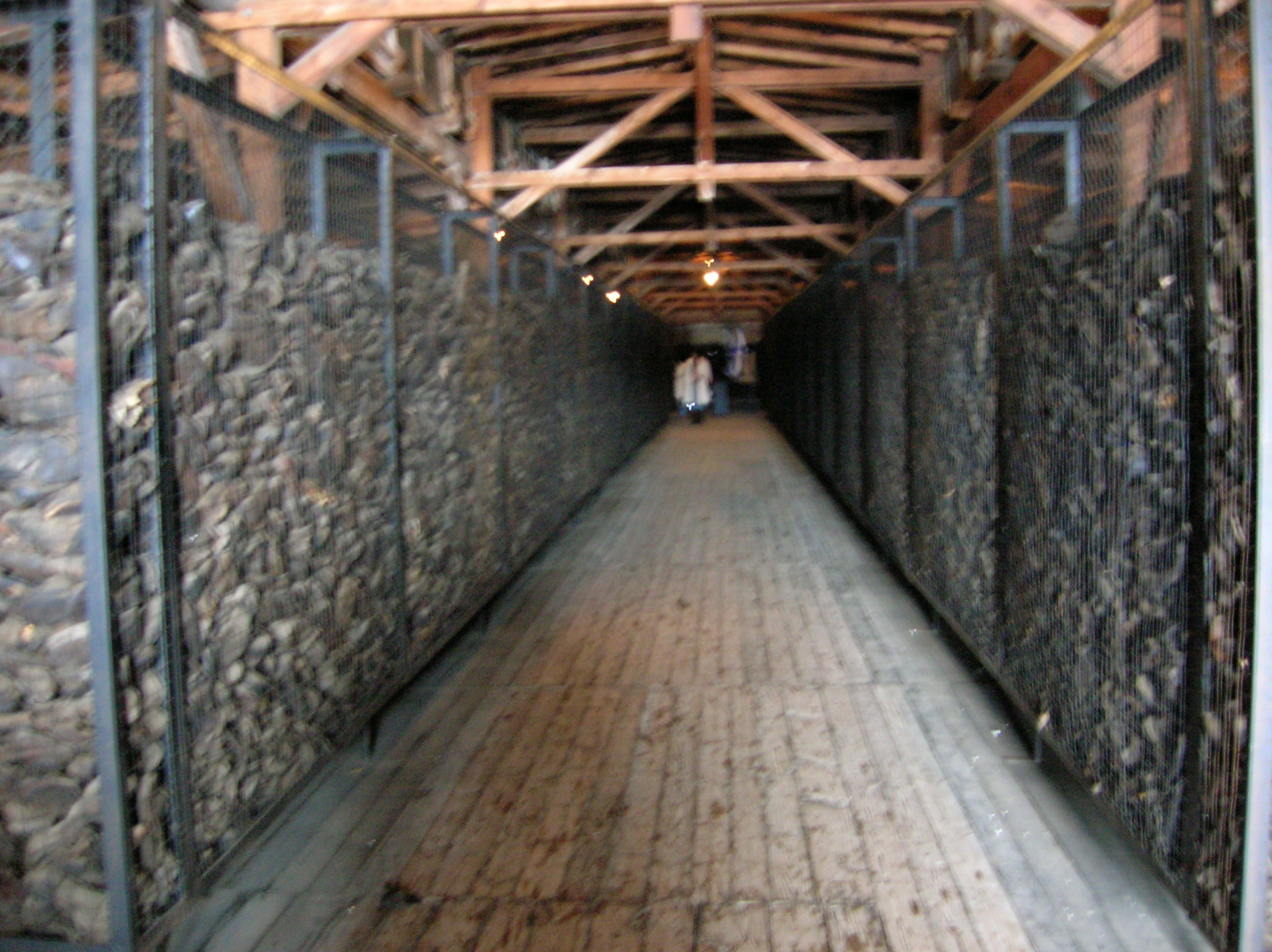
Almacenamiento del calzado de los condenados.
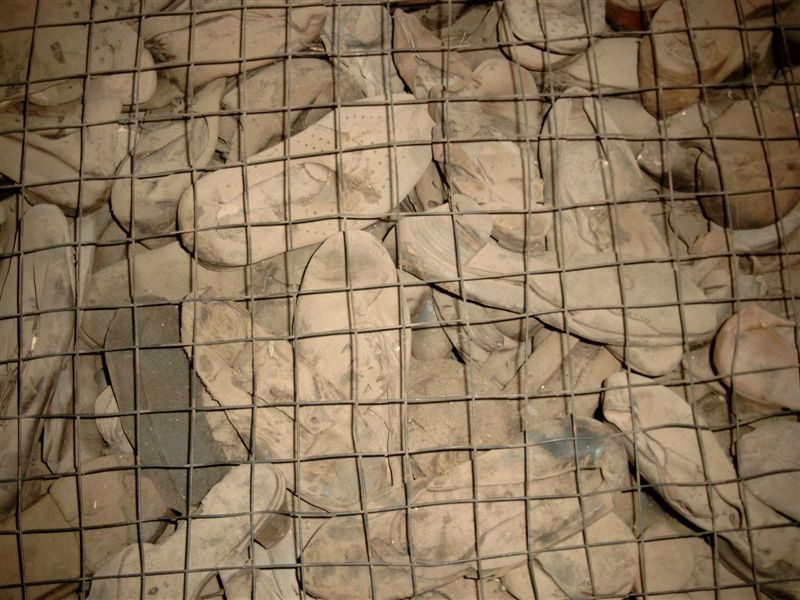
Calzado de los condenados (detalle).
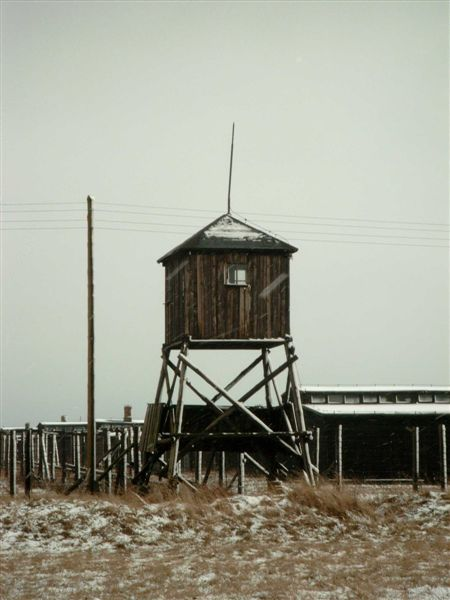
Atalaya del campo de concentración.

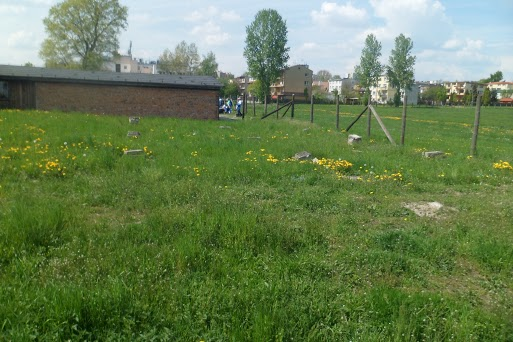
Majdanek

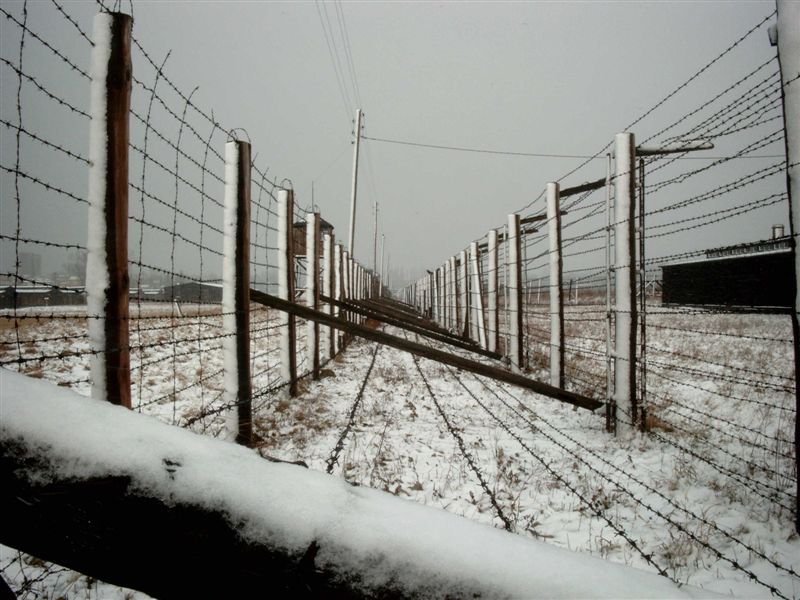
Alambradas con púas.

## En el cine
En la película El lector, dirigida por Stephen Daldryn, sobre la relación amorosa de Hanna Schmitz, una antigua celadora de un campo de concentración nazi en Polonia y un joven estudiante de Derecho, se observa una toma de las atalayas y cercas; además del área de barracas y baños del campo de exterminio de Majdanek, aunque la trama de la película se desarrolló en el campo de Auschwitz.
En la película A Real Pain (2024) escrita y dirigida por Jesse Eissenberg, los protagonistas en sus papeles de Dave y Benji Kaplan visitan este campo de concentración como parte de un tour turístico de historia, en honor a su abuela recientemente fallecida quién fue sobreviviente de dicho horror. 